# Technische Chemie

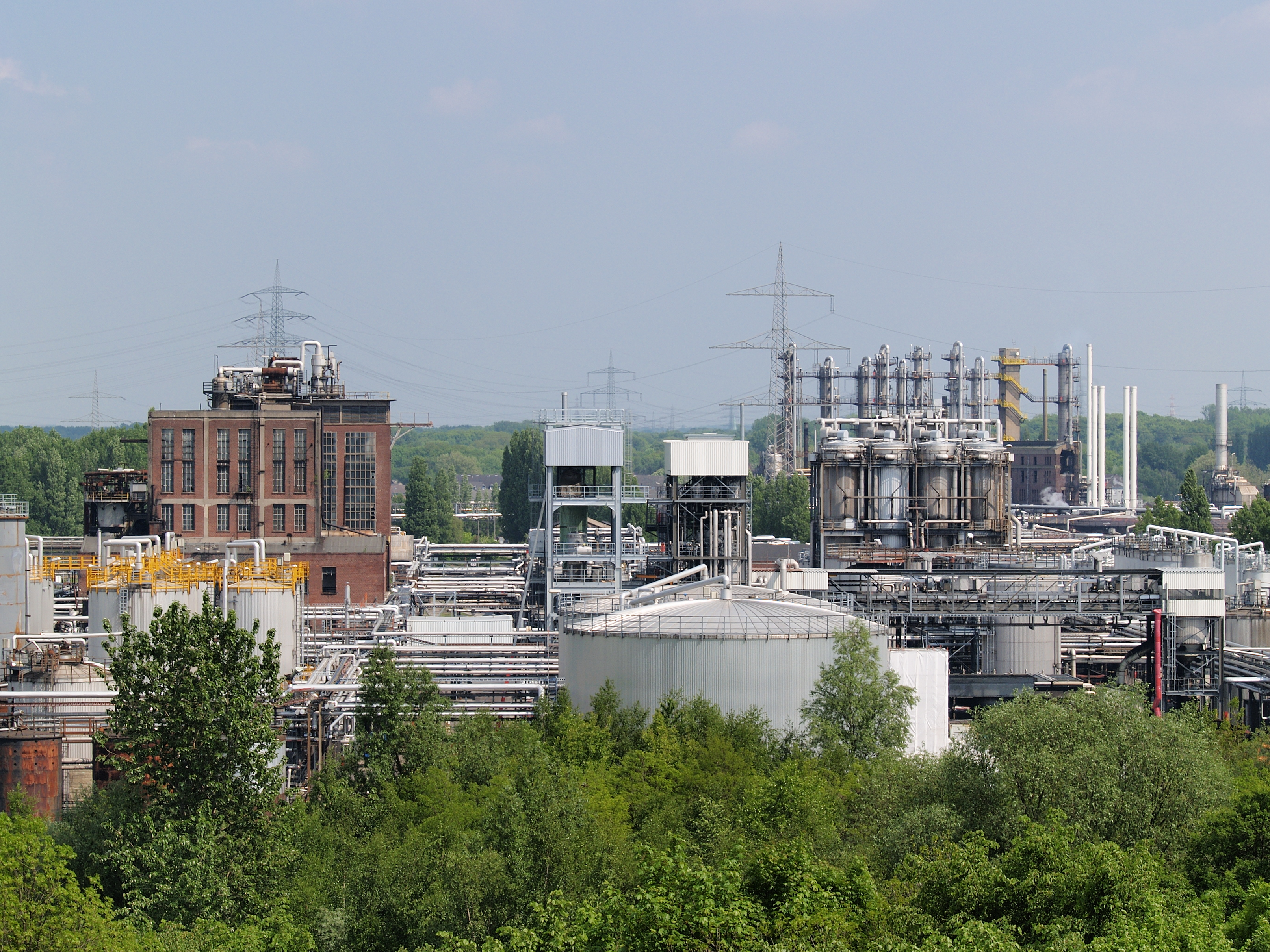
Chemische Produktionsanlagen

Die Technische Chemie beschäftigt sich mit der Überführung chemischer Reaktionen und Prozesse in technische Verfahren sowie der Optimierung bestehender Prozesse und Verfahren unter ökonomischen und ökologischen Gesichtspunkten.
Die Schwerpunkte der Forschung und Lehre liegen dabei auf der Katalysator- und Verfahrensentwicklung, den mechanischen und thermischen Grundoperationen, der Prozesskunde sowie der Chemischen Reaktionstechnik.

## Geschichte

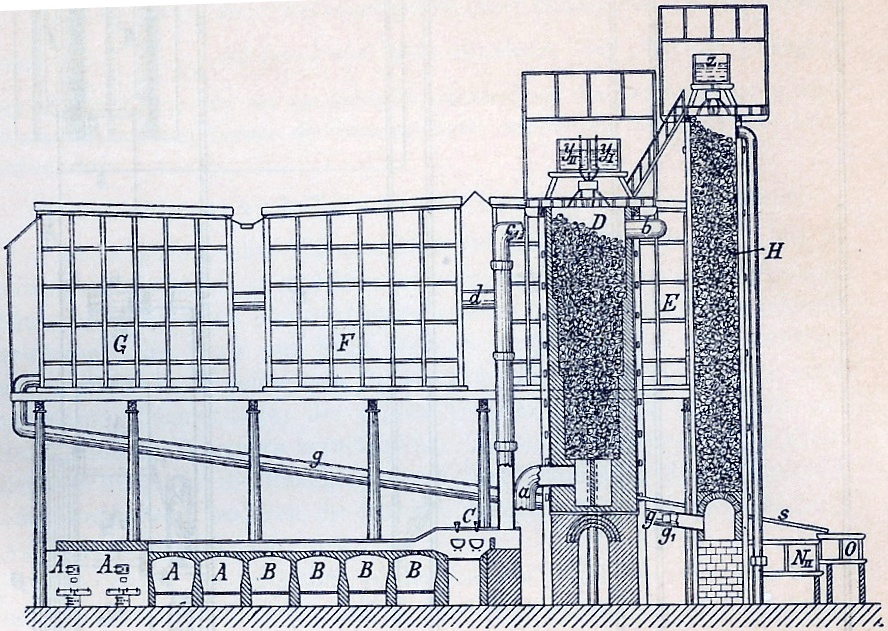
Schwefelsäurefabrik nach dem Bleikammerverfahren in der zweiten Hälfte des 19. Jahrhunderts

Erste Anfänge der Technischen Chemie lassen sich bereits im siebzehnten Jahrhundert durch die Arbeiten von Johann Rudolph Glauber über die Herstellung von Säuren und Salzen finden. Glauber stellte, konzentrierte Salzsäure und Salpetersäure her und entdeckte um 1625 das nach ihm benannte Glaubersalz. Ein Höhepunkt der Technischen Chemie im achtzehnten Jahrhundert war die Entwicklung des Bleikammer-Verfahrens durch John Roebuck. Bereits im Jahr 1746 wurde in England das erste Bleikammerverfahren in Betrieb genommen. Das Verfahren wurde mehrfach weiterentwickelt, besonders durch Joseph Louis Gay-Lussac, der 1827 den so genannten Gay-Lussac-Turm zur Wiedergewinnung der Stickoxide einführte, sowie der 1859 von John Glover eingeführte Schritt der Stickoxidreoxidation durch Luftsauerstoff im Glover-Turm.
Schon früh wurde das Wissen der Technischen Chemie in Lehrbüchern zusammengefasst. So definierte Johann Friedrich Gmelin im Jahr 1795 die Technische Chemie in seinem Werk Handbuch der technischen Chemie:

„Technische Chemie ist derjenige Theil der angewandten Chemie, welcher die chemischen Grundsätze der Fabriken, Manufakturen, Künste und Handwerker, und ihre vortheilhafte Anwendung auf diese lehrt.“

Die Geschichte der Technischen Chemie im eigentlichen Sinne ist aber an die Entwicklung der Chemischen Industrie als Wirtschaftszweig gebunden. Diese erfuhr mit der Entwicklung der Anilinfarben durch August Wilhelm Hofmann vor allem in Deutschland einen ungeheuren Aufschwung. Ab 1859 wurden in Deutschland innerhalb weniger Jahre viele Farbenfabriken gegründet, wie Boehringer Mannheim, die Bayer-Werke, Hoechst, die Badische Anilin- und Soda-Fabrik (BASF), Agfa, Schering und Boehringer Ingelheim.
Um die Diskrepanz zwischen den Anforderungen der Industrie an die Absolventen und der universitären Ausbildung zu überbrücken, wurden Ende des neunzehnten Jahrhunderts auf Initiative der Deutschen Chemischen Gesellschaft und Carl Duisberg vermehrt Institute für Technische Chemie gegründet.

Schema des Haber-Bosch-Verfahrens

Einen Meilenstein der Technischen Chemie am Anfang des 20. Jahrhunderts stellte die Ammoniaksynthese nach Haber und Bosch dar. Fritz Haber wurde 1898 zum außerordentlichen Professor für Technische Chemie an der Universität Karlsruhe ernannt, ab 1904 befasste er sich mit der Herstellung von Ammoniak aus den Elementen. Die Entwicklung des Haber-Bosch-Verfahrens stellte in vielerlei Hinsicht eine Herausforderung an die Chemie und die Verfahrenstechnik dar. Es mussten Reaktoren entwickelt werden, die Drücke bis zu 300 bar und Temperaturen bis 500 °C standhielten, und es wurden Katalysatoren entwickelt, die eine wirtschaftliche Ausbeute an Ammoniak erlaubten.
In den zwanziger und dreißiger Jahren des zwanzigsten Jahrhunderts waren die Kohle- und Acetylenchemie die dominierenden Themen der Technischen Chemie.
| Vereinfachtes Schema der Erdölaufarbeitung |                 |
| Rohstoff                                   | Zwischenprodukt |
| Prozess                                    | Produkt         |

Die Verfügbarkeit von preiswertem Erdöl nach 1950 und damit auch von Ethylen führte zu einer beispiellosen Ausweitung der industriellen Chemieproduktion und damit zu immer neueren Entwicklungen in der Technischen Chemie. Ein Meilenstein dieser Zeit stellt die Entwicklung des Niederdruckverfahrens zur Polyethylenherstellung durch Karl Ziegler dar.
| Jahr | Entdecker                   | Entdeckung/Leistung                                                      |
| ---- | --------------------------- | ------------------------------------------------------------------------ |
| 1625 | Johann Rudolph Glauber      | Verfahren zur Herstellung von Salpetersäure, Salzsäure und Natriumsulfat |
| 1746 | John Roebuck                | Bleikammerverfahren zur Herstellung von Schwefelsäure                    |
| 1827 | Otto Linné Erdmann          | Erstes Journal für Technische und Oekonomische Chemie                    |
| 1839 | Charles Goodyear            | Vulkanisation des Kautschuks                                             |
| 1840 | Justus von Liebig           | Düngemittel, Begründung der Agrochemie                                   |
| 1894 | Wilhelm Ostwald             | Moderne Definition der Katalyse                                          |
| 1909 | Fritz Haber, Carl Bosch     | Ammoniaksynthese                                                         |
| 1909 | Fritz Hofmann               | Synthesekautschuk                                                        |
| 1913 | Friedrich Bergius           | Kohlehydrierung nach dem Bergius-Verfahren                               |
| 1925 | Franz Fischer, Hans Tropsch | Fischer-Tropsch-Synthese                                                 |
| 1928 | Walter Reppe                | Acetylenchemie, z. B. Hydrocarboxylierung                                |
| 1938 | Otto Roelen                 | Hydroformylierung                                                        |
| 1953 | Karl Ziegler                | Polyethylen nach dem Niederdruckverfahren                                |

## Grundlagen
Chemische Reaktionen lassen sich nicht ohne weiteres auf die großindustrielle Produktion übertragen. Die Technische Chemie beschäftigt sich daher mit der Frage, wie viele Tonnen desselben Produktes in einer Fabrik unter Minimierung der Herstellungskosten produziert werden können. Dies geschieht empirisch oder durch eine mathematische Optimierung auf der Grundlage einer modellhaften Beschreibung des Reaktionsablaufs und des Reaktors. Nahezu jede chemische Produktion lässt sich in drei Schritte gliedern:
{\displaystyle \mathrm {Vorbereitung\to \ Reaktion\to \ Aufbereitung} }
Zunächst werden die Edukte vorbereitet, im zweiten Schritt findet die eigentliche Reaktion statt. Im letzten Schritt wird schließlich das Reaktionsgemisch aufbereitet. Mit der Vorbereitung und der Aufbereitung beschäftigt sich die chemische Verfahrenstechnik, mit der Reaktion im technischen Maßstab die chemische Reaktionstechnik. Für die notwendigen Berechnungen müssen Transport-, Wärme- und Zeitbilanzen erstellt werden. Vielfach werden dimensionslose Kennzahlen (Euler-Zahl, Reynolds-Zahl, Nußelt-Zahl, Damköhler-Zahl) benutzt, um das Scale-up zu erleichtern.
Die Technische Chemie ermöglicht eine effiziente Herstellung von Grund-, Zwischen- und Endprodukten. Zwischen 1970 und 1980 konnte durch Verbesserungen von chemischen Verfahren der Energiebedarf für chemische Reaktionen bei gleichem Produktionsvolumen um etwa 40 % gesenkt werden.

## Chemische Prozesskunde

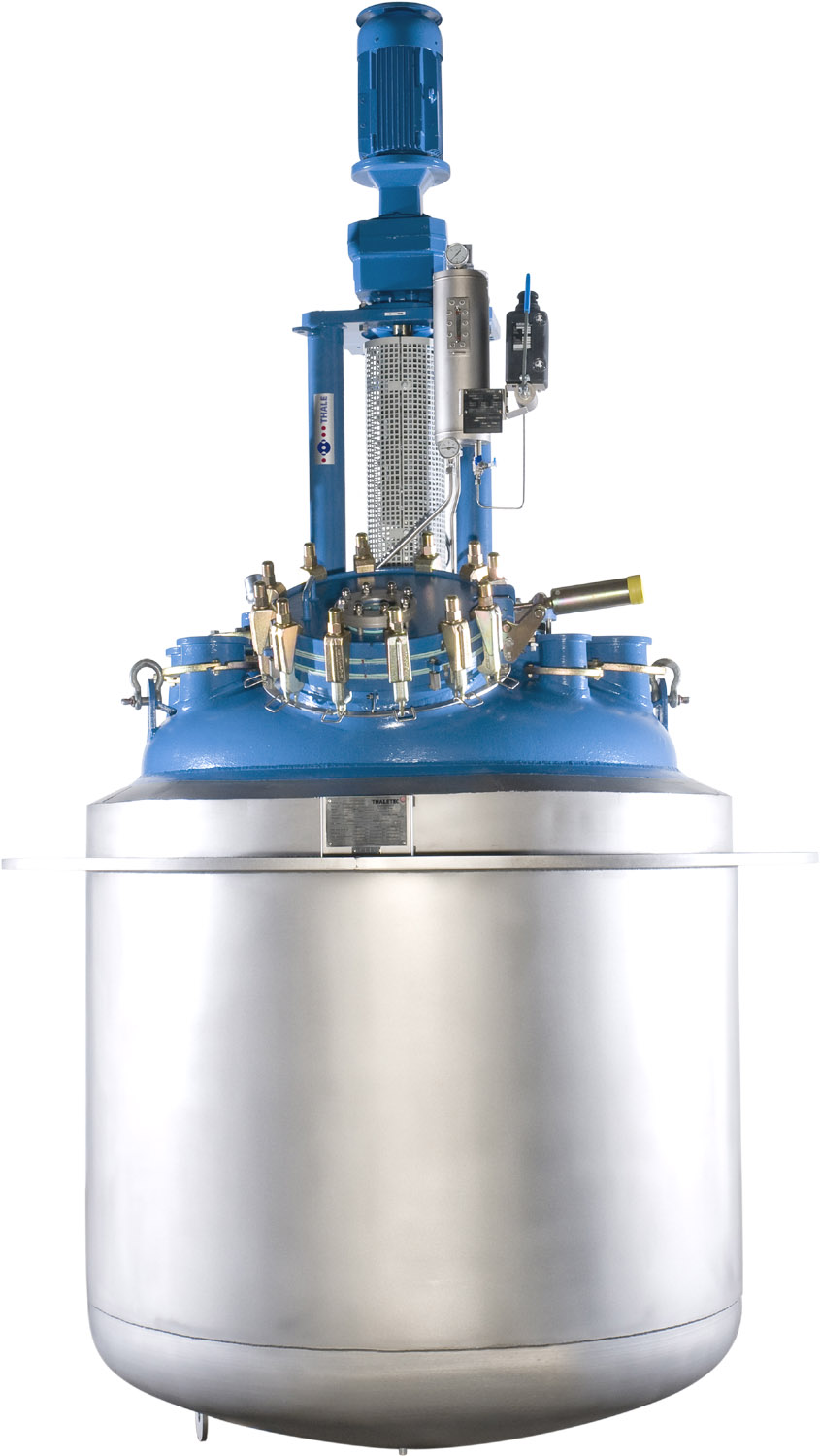
Rührbehälter

Ein wichtiger Aspekt der Technischen Chemie ist das Verständnis des Stoffverbundes der Industriellen Organischen und Anorganischen Chemie. Aus den organischen Rohstoffen Erdöl, Kohle und nachwachsenden Rohstoffen entstehen zunächst die Grundchemikalien. Daraus werden eine Vielzahl von Zwischen- und Endprodukten hergestellt.
Die Chemische Prozesskunde untersucht weiterhin die Verfahren und Reaktionsführungen der wichtigsten industriellen Chemieprodukte.
Ausgehend von den Rohstoffen Erdöl, Erdgas, Kohle und verstärkt nachwachsende Rohstoffe werden zunächst chemische Grundprodukte wie Olefine und Aromaten hergestellt.
Diese werden zu Zwischenprodukten wie Alkoholen, Phenolen, Aldehyden, Ketonen, Carbonsäuren oder Aminen weiterverarbeitet.
Die Endprodukte der Chemischen Industrie, wie Polymere, Waschmittel, Pflanzenschutzmittel, Pharmaka und Farbstoffe werden aus den Grund- und Zwischenprodukten hergestellt.
Die Rohstoffe der Industriellen Anorganischen Chemie sind unter anderem Luft, Schwefel, Natriumchlorid, Koks und Wasser, aus denen sich über wenige Zwischenstufen wie Ammoniak und Chlor die Endprodukte zum Beispiel Säuren, Laugen, Düngemittel, Glas, Pigmente, Katalysatoren und Werkstoffe herstellen lassen.
Die Aufgabe der Technischen Chemie ist es, aus den vorhandenen möglichen Synthesewegen je nach Verfügbarkeit der Rohstoffe und unter Berücksichtigung des Energieverbrauchs die ökonomischsten Verfahrenswege zu ermitteln.
Chemische Prozesse unterscheiden sich durch die Art der durchgeführten chemischen Reaktion, zum Beispiel Chlorierung, Hydrierung, Nitrierung, Oxidation, Polymerisation oder Sulfonierung. Die Energiezufuhr kann auf verschiedenen Wegen erfolgen, etwa thermisch, elektrochemisch oder photochemisch.
Sind beide Arten der Reaktionsführung möglich, können neben technischen Bedingungen die marktwirtschaftlichen Aspekte die Entscheidung beeinflussen, ob ein Prozess kontinuierlich oder diskontinuierlich als Batch-Prozess durchgeführt wird. Kontinuierliche Anlagen eignen sich für ein in großen Mengen hergestelltes Produkt, während ein Batch-Prozess oft eine größere Flexibilität bei der Produktvariation erlaubt, jedoch auf Kosten der produzierten Menge.
Weitere Einteilungsmerkmale für chemische Prozesse sind die Zahl der durchgeführten Stufen (einstufig/mehrstufig), die Wärmetönung (endo-/exotherm) und die Art der eingesetzten Katalyse (homogen/heterogen/biokatalytisch).

## Katalyse
Die Katalyseforschung nimmt einen besonderen Stellenwert innerhalb der Technischen Chemie ein, da etwa 80 % aller chemischen Produkte im Laufe ihrer Herstellung einen katalytischen Prozess durchlaufen.
Bei der Herstellung von Grund- und Zwischenprodukten spielt die heterogene Katalyse die bei weitem größte Rolle, bei der Herstellung von Zwischen- und Endprodukten nimmt die Bedeutung von homogen- und biokatalytischen Verfahren zu.
Basierend auf den Ergebnissen der Grundlagenforschung wird zunehmend versucht, die Katalysator- und Prozessentwicklung auf eine erkenntnisorientierte Grundlage zu stellen.

## Grundoperationen
Die neben den chemischen Reaktionen notwendigen physikalischen Vorgänge eines Prozesses werden als mechanische und thermische Grundoperationen bezeichnet. Grundoperationen sind die elementaren Schritte bei der Durchführung eines Verfahrens.
Diese dienen der Vorbereitung von Ausgangsstoffen beispielsweise durch Zerkleinerung, dem Mischen der Reaktanten und der Förderung und Aufarbeitung der Produkte durch Trennverfahren.

### Mechanische Grundoperationen

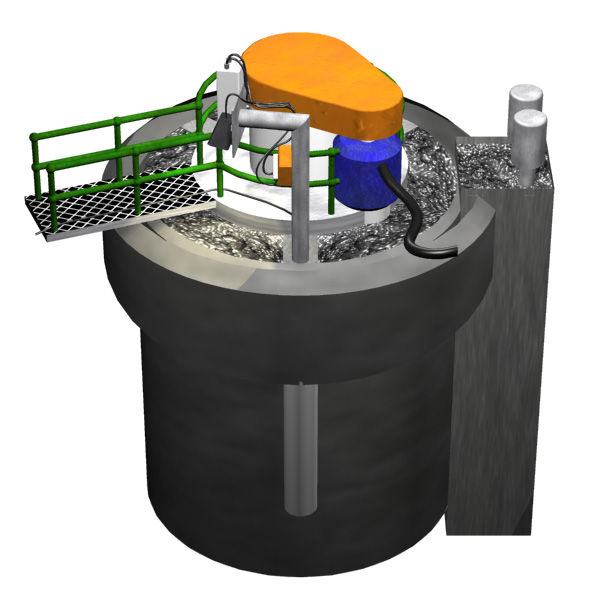
Flotationszelle

Zu den wichtigen mechanischen Grundoperationen zählen das Verfahren zur Stoffvereinigung, Förderung und Formgebung, die Trennverfahren sowie die Zerkleinerungsverfahren für Feststoffe.
Als Verfahren für die Stoffvereinigung werden unter anderem das Emulgieren, das Kneten, das Mischen, die Pelletierung, das Pressen, das Rühren, das Suspendieren, das Vermengen und das Versprühen eingesetzt. Eines der wichtigsten Verfahren zur Förderung ist das Pumpen.
Mechanische Trennverfahren werden unter anderem eingesetzt, um Feststoffe aus Flüssigkeiten und Gasen oder Flüssigkeiten aus Gasen abzuscheiden. Bekannte Trennverfahren zur Abscheidung sind die Dekantierung, die Elektroabscheidung, die Filtration, die Flotation, die Sedimentation, das Sichten, die Siebung, die Sortierung sowie das Zentrifugieren.
Zerkleinerungsverfahren dienen meist dem Einstellen bestimmter Korngrößenverteilungen oder zur Oberflächenvergrößerung, etwa um eine chemische Reaktion schneller ablaufen zu lassen. Zu den häufig verwendeten Verfahren gehören hier das Brechen, das Mahlen, das Zerreiben, das Zerreißen sowie die Zerschneidung.

### Thermische Grundoperationen

McCabe-Thiele-Diagramm

Durch thermische Grundoperationen lassen sich Stoffe trennen beziehungsweise vereinigen. Nach der Art der auftretenden Phasen werden folgende thermischen Grundoperationen unterschieden:
- Gas-Flüssig: Rektifikation, Absorption
- Flüssig-Flüssig: Flüssig-Flüssig-Extraktion
- Fest-Flüssig: Kristallisation
- Gas-Fest: Adsorption

Die bei weitem am häufigsten verwendete Methode zur Stofftrennung ist die Rektifikation, die einstufig als Destillation, oder aber mehrstufig in kontinuierlich oder diskontinuierlich arbeitenden Verfahren durchgeführt werden kann. Rektifikationskolonnen wurden früher häufig nach dem graphischen McCabe-Thiele-Verfahren ausgelegt.

## Chemische Reaktionstechnik
Die Chemische Reaktionstechnik befasst sich mit der Auslegung von chemischen Reaktoren unter gegebenen Reaktionsbedingungen wie Druck und Temperatur, der Stoff- und Energiebilanz und der Makrokinetik einer Reaktion mit dem Ziel, die Investitions- und Betriebskosten eines Reaktors bei optimalem Durchsatz zu minimieren.
Beispiele für die Grundtypen von Chemiereaktoren sind der Rohrreaktor, der Rührkessel und der kontinuierliche Rührkessel. Wichtige Kenngröße dieser Reaktorarten ist das Verweilzeitverhalten. Vereinfachte mathematische Modelle dieser Reaktortypen werden als ideale Reaktoren bezeichnet.

## Entwicklungen seit 2002
Die neueren Entwicklungen in der Technischen Chemie sind geprägt vom größer werdenden Druck auf die Wirtschaftlichkeit und Umweltfreundlichkeit der Prozesse sowie der knapper werdenden Vorräte der wichtigsten Rohstoffe, vor allem des Erdöls. Einen Überblick über die wichtigsten Trends bietet der Trendbericht Technische Chemie, der von der GDCh herausgegeben wird. Beispiele für neuere Entwicklungen sind der Einsatz von Biomasse als Chemierohstoff, die Mikroreaktionstechnik und der Einsatz neuartiger Lösungsmittel.
- Nachhaltige Chemie:[18] Es wird vor allem der Einsatz von Biomasse als Chemierohstoff untersucht. Forschungsschwerpunkte sind die Auswahl und Aufbereitung der nachwachsender Rohstoffe, deren Folgechemie sowie die Schnittstellen zur Biotechnologie.
- Mikroreaktionstechnik:[19] Die Mikroreaktionstechnik verwendet Komponenten für die Durchführung von chemischen Reaktionen, deren Teilchengröße im Millimeter- bis Zentimeterbereich liegt. Ziel der Untersuchungen sind die Entwicklung von Mikroreaktoren und das Studium von chemischen Reaktionen unter Mikroreaktionsbedingungen, da hier normalerweise keine Probleme mit Mischung, Diffusion oder Wärmeübergang auftreten.
- Neuartige Lösungsmittel: Bei der Durchführung homogenkatalytischer Verfahren ist die Rückgewinnung des Katalysators und die Trennung der Produkte vom Lösungsmittel oft entscheidend für die Wirtschaftlichkeit eines Verfahrens. So wird versucht, Reaktionen in überkritischen Lösungsmitteln, Ionischen Flüssigkeiten oder in Wasser durchzuführen. Bei den ionischen Flüssigkeiten handelt es sich um Salze, die bei Raumtemperatur oder etwas darüber flüssig werden. Durch Wahl geeigneter Kation-/Anionpaare können die Eigenschaften dieser Flüssigkeiten in weiten Bereichen gezielt eingestellt werden. Sie sind aufgrund ihrer ionischen Natur kaum flüchtig und haben Eigenschaften, die sich stark von herkömmlichen organischen Lösungsmitteln unterscheiden.[20] Wasser als Lösungsmittel bietet oft den Vorteil, dass das entstehende organische Produkt einer homogenkatalytischen Reaktion sich nicht mit Wasser mischt und daher eine einfache Abtrennung erlaubt. Auch der Einsatz von Hyperbranched Polymers[21][22][23] wird untersucht.

## Lehre und Forschung
Die DECHEMA hat ein Lehrprofil Technische Chemie als Richtlinie für die universitäre Ausbildung erarbeitet, das an den meisten Universitäten und Technischen Hochschulen umgesetzt wird.

### Allgemeine Lehrbücher
- M. Baerns, A. Behr, A. Brehm, J. Gmehling, H. Hofmann, U. Onken, A. Renken: Technische Chemie, Wiley-VCH 2006, ISBN 3-527-31094-0.
- H. G. Vogel: Lehrbuch Chemische Technologie, Wiley-VCH 2004, ISBN 3-527-31094-0.
- H. G. Vogel: Verfahrensentwicklung, Wiley-VCH 2002, ISBN 3-527-28721-3.
- M. Jakubith: Grundoperationen und chemische Reaktionstechnik – Eine Einführung in die Technische Chemie, Wiley-VCH, 2002, ISBN 3-527-28870-8.
- G. Emig, E. Klemm: Technische Chemie: Einführung in die chemische Reaktionstechnik, 568 Seiten, Verlag Springer, 2005, ISBN 978-3-540-23452-4.

### Spezielle Themengebiete
- M. Wächter: Stoffe, Teilchen, Reaktionen. Verlag Handwerk und Technik, Hamburg 2000, ISBN 3-582-01235-2.
- J. Hagen: Chemische Reaktionstechnik – Eine Einführung mit Übungen, VCH-Verlag, Weinheim, 1992.
- K. Dialer, U. Onken, K. Leschonski: Grundzüge der Verfahrenstechnik und Reaktionstechnik, Hanser-Verlag, München, 1984.
- O. Levenspiel: The Chemical Reactor Omnibook, Osu-Verlag, Oregon, 1993.
- H. J. Arpe: Industrial Organic Chemistry, Wiley-VCH, ISBN 3-527-30578-5.
- Autorenkollektiv: Lehrbuch der chemischen Verfahrenstechnik, VEB Deutscher Verlag für Grundstoffindustrie, Leipzig 1980
- R. Turton, R.C. Bailie, W.B. Whiting und J.S. Shaeiwitz: Analysis, Synthesis, and Design of Chemical Processes, Prentice Hall, 2002, ISBN 0-13-064792-6.

### Nachschlagewerke
- E. Bartholome, E. Biekert, H. Hellmann, Ullmanns Enzyklopädie der Technischen Chemie, 25 Bände, Wiley-VCH, 1984, ISBN 3-527-20000-2.
- R. Dittmeyer, W. Keim, G. Kreysa, K. Winnacker, L. Küchler, Winnacker-Küchler: Chemische Technik: Methodische Grundlagen: Chemische Technik: Bd. 1, 919 Seiten, Wiley-VCH, ISBN 978-3-527-30767-8.
- R. E. Kirk und D. F. Othmer: Kirk-Othmer Encyclopedia of Chemical Technology, Wiley-Interscience, 2001, ISBN 0-471-41961-3.

### Zeitschriften
- Chemie Ingenieur Technik, WILEY-VCH Verlag GmbH & Co. KGaA.
- Industrial and Engineering Chemistry, herausgegeben von der American Chemical Society, Washington, DC.
- Chemical Engineering Science, Elsevier B.V.

#### Spezielle Themengebiete
- Advanced Materials, Wiley-VCH Verlag, Weinheim.
- Reaction Kinetics and Catalysis Letters, Springer Science&Business Media B.V.